# سونثي بونياراتجلين
سونثي بونياراتجلين (بالتايلندية: สนธิ บุญยรัตกลิน), من مواليد 2 أكتوبر 1946 في محافظة وبون راتشاثاني، الحدود التايلاندية-الكمبودية-اللاوسية، هو رئيس الأركان السابق للجيش الملكي التايلاندي ورئيس مجلس الأمن القومي التايلاندي ورئيس الشعبة العسكرية التي حكمت مملكة تايلاند. وهو أول مسلم يقود الجيش ذو الغالبية البوذية في 19 سبتمبر 2006 قاد سونتي انقلاب علي الحكومة المنتخبة التي كان رئيسها المخلوع تاكسين شيناواترا تقاعد سونتي من الجيش في عاد 2007 وأصبح نائب رئيس الوزراء للأمن القومي، سونثي مليونير تايلاندي ومتزوج من امرأتين على الرغم من الحظر القانوني علي تعدد الزوجات.